# ساگین شورز

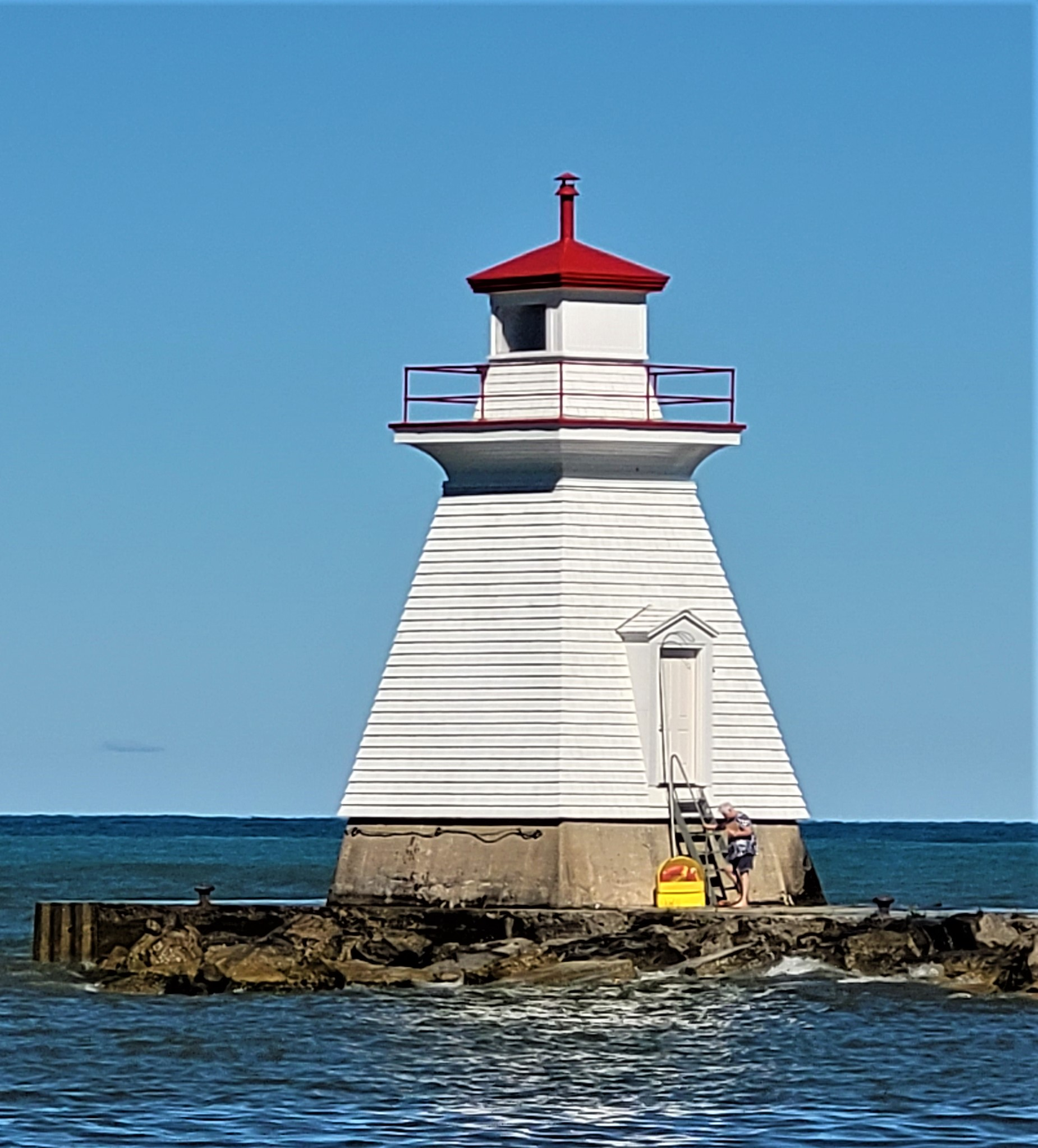
فانوس دریایی در ساگین شورز

ساگین شورز (به انگلیسی: Saugeen Shores) یک منطقهٔ مسکونی در کانادا است که در شهرستان بروس واقع شده‌است. ساگین شورز ۱۳٬۷۱۵ نفر جمعیت دارد.